# سفير 43

مقصورة سفير43

سفير 43 (بالفرنسية: safir 43)‏، هي طائرة جزائرية خفيفة ذات أربع مقاعد، بنيت استنادا على طائرة زلين زد 43، السلوفاكية الصنع، تصنع من قبل مؤسسة صناعة الطائرات (ECA) الوطنية الجزائرية، تستخدم أساسا في المقام الأول لتدريب طياري القوات الجوية والتعليم المدني الأساسي، وتستخدم أيضا لنقل البريد والاتصالات ،والمراقبة الجوية والأرضية، والأنشطة الطبية والسياحة.

## فئات أخرى
X-3A
- تم أخد تصميمها وصنع طائرات خصيصا للزراعة ومكافحة الحشرات وتسمى X-3A وهي مصممة لرش المبيدات ومكافحة الجراد في الجنوب الجزائري.

## مستقبل ECA
- شركة ايس (ECA) للطيران لا تخفي طموحاتها للسنوات المقبلة، وهو برنامج التنمية التي سيشمل إطلاق حملة بناء في طائرة إسعاف جوية لإجلاء المرضى أو المصابين، وطائرة استطلاع الرصد عن طريق تجهيز فرناس 142 من معدات الرصد عن بعد وغيرها من طائرات الشحن لنقل المنتجات. الثقيلة.

## وصلات خارجية
- موقع يهتم بالقوات المسلحة الجزائرية

طائرة سفير 43.